# Nawidemak
Nawidemak núbiai kusita királynő volt az i. e. vagy i. sz. 1. században. Sírja reliefjéről és egy aranytábláról ismert. Lehetséges, hogy ő az egyik kandaké (kusita királynő), akit az Újtestamentum említ.

## Említései
A begaravijai piramisok közül a (Beg. N 6) az övé, ebben a sírkamra falán látható relief ábrázolja királyi köntösben, rojtos övvel, ahogyan általában a férfi uralkodókat szokták. A köntöse csomóján és az övön is heverő állatfigura látható, ami az i. e. 3. század óta a királyság jelképe volt, és ez a legkésőbbi ábrázolása. A reliefen Nawidemak Ozirisz koronáját viseli. A sírkamra északi falán látható reliefen Nawidemak rövid szoknyát visel, melle meztelen, ami a termékenység szimbóluma, és azt jelzi, egy másik uralkodó anyja volt. Egy őt említő aranytábla ma az ohiói Oberlinben lévő Allen Memorial Art Museum gyűjteményében található.
Nawidemak a negyedik uralkodó királynő Meroéban; mindegyiküket említi az Újtestamentum, de nem különbözteti meg őket. Amennyiben az i. sz. 1. században élt, ő lehetett az a királynő, akinek kincstárnokát Fülöp evangélista térítette át a kereszténységre, és akit Az apostolok cselekedetei említ.

## Fordítás
- Ez a szócikk részben vagy egészben  a   Nawidemak című angol Wikipédia-szócikk ezen változatának fordításán alapul.  Az eredeti cikk szerkesztőit annak laptörténete sorolja fel. Ez a jelzés csupán a megfogalmazás eredetét és a szerzői jogokat jelzi, nem szolgál a cikkben szereplő információk forrásmegjelöléseként.